# Jim Shooter
Jim Shooter   (Pittsburgh, 27 de setembre de 1951 - 30 de juny de 2025) va ser un editor i guionista de còmics estatunidenc que va treballar en DC Comics i Valiant Comics, per bé com és recordat per la seua controvertida etapa com a editor en cap de Marvel Comics del 1978 al 1987, durant la qual l'editorial publicà algunes de les històries més reconegudes de l'època, a més del crossover Secret Wars i la línia editorial New Universe.
Durant la seua direcció reeixiren artistes jóvens com Walter Simonson, John Byrne, Frank Miller o Chris Claremont, i Shooter mateix contribuí a desenrotllar l'imaginari de les sèries G.I.Joe, Rom the Space Knight i The Transformers, inspirades en llicències de joguets.

## Biografia
Nascut James Charles Shooter, els problemes econòmics de la seua família feu que l'estiu de 1965 —als catorze anys— el jove Jim decidira aprofitar la seua afició als còmics per a guanyar uns diners: desencantat del tractament infantil dels personatges de DC Comics, Shooter escrigué i esbossà un guió dramàtic protagonitzat per la «Legió de Superherois» (un supergrup d'adolescents del segle XXX del qual forma part Superboy) que cridà l'atenció del llavors editor de DC, el també polèmic Mort Weisinger.
A instàncies de l'editor, Shooter li envià dos guions més i l'any següent Weisinger li telefonà per a comprar-li les històries i encarregar-li'n més. Shooter debutà com a autor publicat en dos sèries alhora, Action Comics i Adventure Comics, en sengles números amb data de juliol del 1966.
En l'Adventure Comics número 346, Shooter introduí quatre «legionaris» nous, un d'ells anomenat Karate Kid (vora vint anys abans de la pel·lícula homònima);
gràcies a eixa historieta i a la de Supergirl publicada en l'Action Comics 339, Shooter es guanyà un lloc com a guionista i hagué de viatjar fins a Nova York acompanyat de sa mare per a formalitzar el contracte, ja que encara era menor d'edat; Weisinger se l'afillà com una jove promesa, encara que això no l'eximí de rebre el mateix tracte vexatori que els altres treballadors de la casa, amb conferències telefòniques de tres hores per a fer-li correccions o el fet que li pagara la mitat del sou que cobraven els altres guionistes, un greuge que Weisinger es va vore obligat a esmenar quan un altre guionista, Edmond Hamilton, li ho tirà en cara —Shooter no en fon sabedor fins uns anys després.

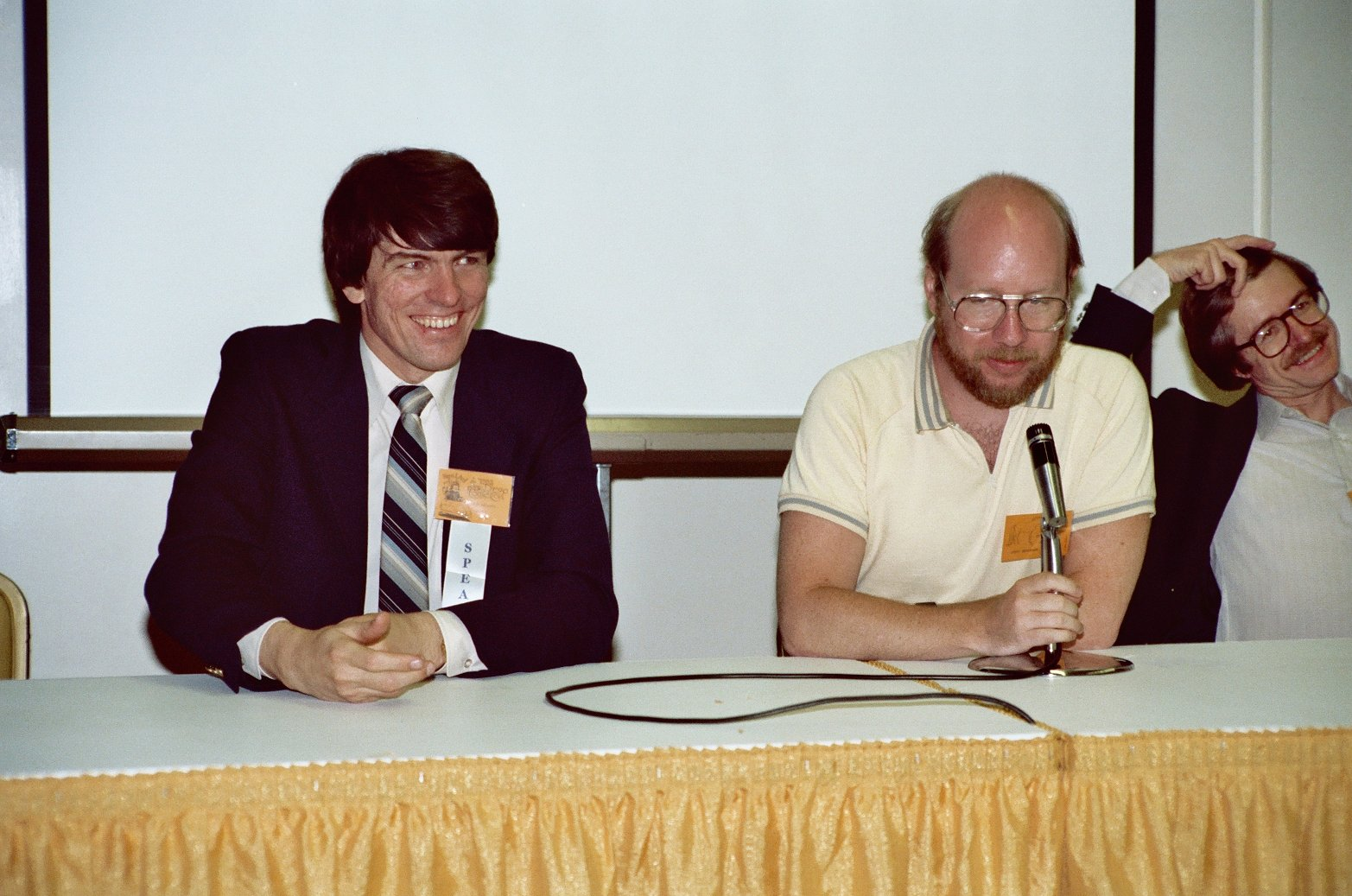
Shooter, Englehart i Goodwin, 1982

De fet, a Shooter li assignaren els guions de la Legió en Adventure Comics en substitució de Hamilton: Weisinger li permeté unes mínimes llicències creatives, altrament prohibides en DC, que en aquella època només es podien vore en els còmics de superherois de la competència, Marvel, la qual començava a guanyar-li quota de mercat; l'any 1969, després que Weisinger decidira substituir la Legió per Supergirl com a protagonistes de la capçalera d'Adventure Comics
i reduïra el nombre de pàgines de vint-i-quatre a dotze, Shooter decidí buscar faena en Marvel i aconseguí parlar directament amb Stan Lee, primer per telèfon i en acabant a la seua oficina, en una entrevista que anava a durar deu minuts i es perllongà durant més d'un parell d'hores.

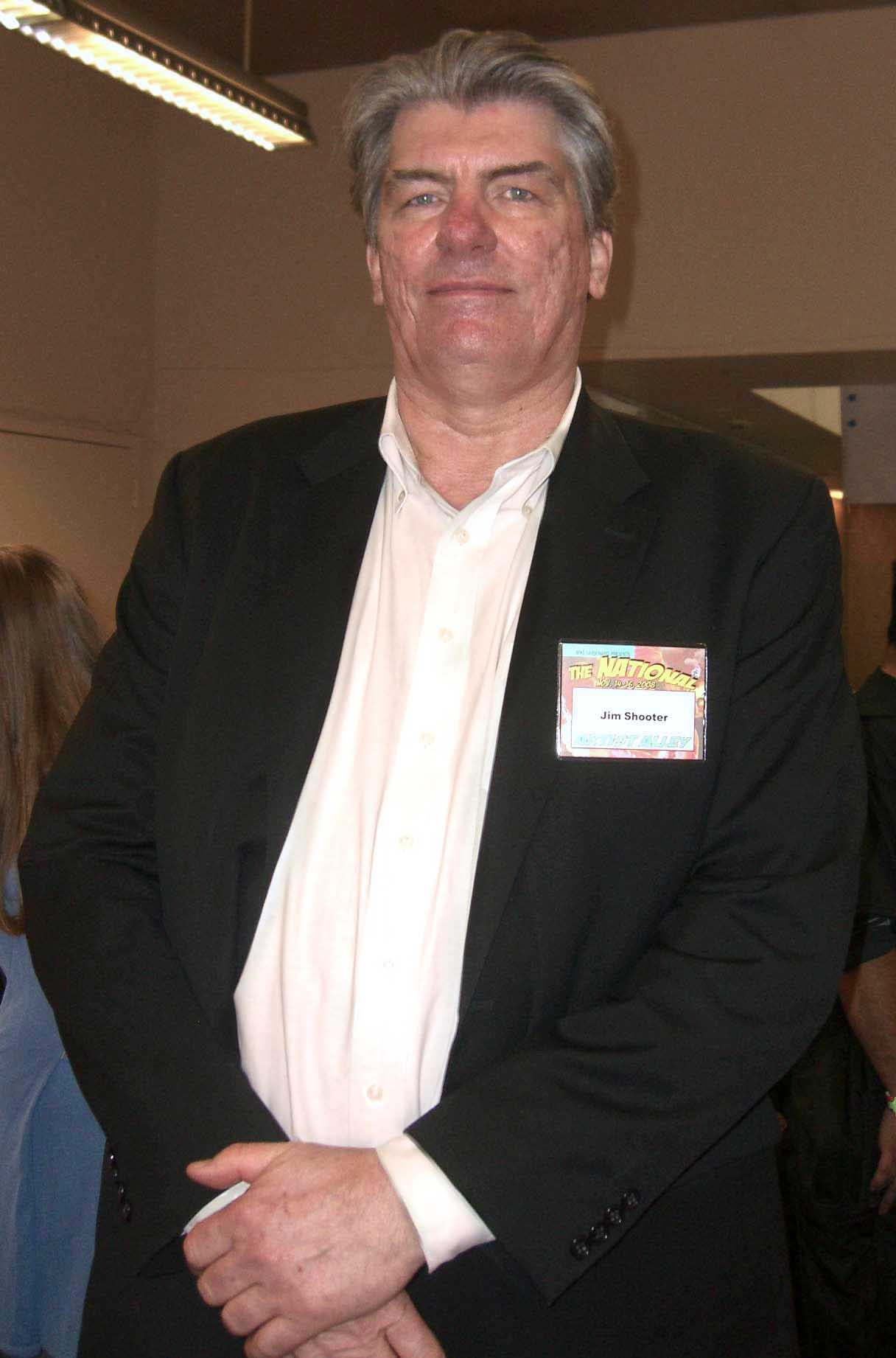
Shooter a Nova York, 2018

Encara que, de primeres, el treball de Shooter en DC no li agradà, Lee es quedà impressionat per la visió editorial del jove, llavors amb díhuit anys, i decidí contractar-lo com a guionista resident; encara que l'ambient de treball i la llibertat creativa de Marvel era molt millor que en DC, el sou de 125 dòlars no li aplegava ni per a malviure a una ciutat com Nova York, ja que durant l'etapa anterior Shooter encara vivia a Pittsburgh, per la qual cosa deixà el treball a les tres setmanes; quatre anys més tard, un dels nous subeditors de Marvel, Duffy Vuhland, li oferí encarregar-se del guió de Man-Wolf, però Shooter havia deixat de banda els còmics i rebutjà el treball; no obstant això, el mateix dia tornà a passar per les oficines de DC —on ja no treballava Weisinger— i aconseguí el lloc de guionista de la Legió en la sèrie Superboy a partir del número 209.
L'any 1975 començà a alternar el treball tant per a DC com amb Marvel —per a la qual debutà en Super-Villain Team-Up núm. 3— en aquell moment Marvel passava per una etapa de transició en la qual Stan Lee buscava obrir l'editorial cap a altres mercats (revistes, tires còmiques, etc.) i el càrrec d'editor passà per Roy Thomas, Len Wein i Marv Wolfman, tots ells guionistes que, en renunciar cada u a la responsabilitat obtingueren la gràcia de ser nomenats editors adjunts, amb la qual cosa tenien llibertat creativa per a desenvolupar llurs arguments; Wolfman, que tenia assignat Chris Claremont com a editor adjunt, l'hagué de substituir per Shooter quan aquell s'estimà més seguir escrivint.
Shooter continuà com a adjunt quan Wolfman renuncià, com també feu Gerry Conway abans que Archie Goodwin empomara el càrrec: encara que Goodwin pacificà el caos editorial, Stan Lee reprengué el contacte directe amb la redacció i Shooter fon l'encarregat d'atendre les seues exigències per a salvar l'editorial, ja que Lee era l'enllaç directe amb els propietaris de l'empresa; la relació d'ambdós no era fluïda, però després que tots els guionistes de la casa rebutjaren substituir Len Wein com a escriptor de la tira periòdica d'Spider-man, de la qual Lee redactava els diàlegs, Shooter acceptà el treball i demostrà amb escreix que era bo en eixe camp; mentrestant, Lee i el nou president de Marvel, Jim Galton, decidiren reestructurar l'editorial i jubilar a Goodwin, que preferia mantindre's en el càrrec, raó per la qual el nomenament de Shooter com a nou editor en cap tingué lloc a espatles de Goodwin i de tots els altres autors influents; de fet, la seua presentació oficial tingué lloc per sorpresa, durant la festa nadalenca de l'empresa.

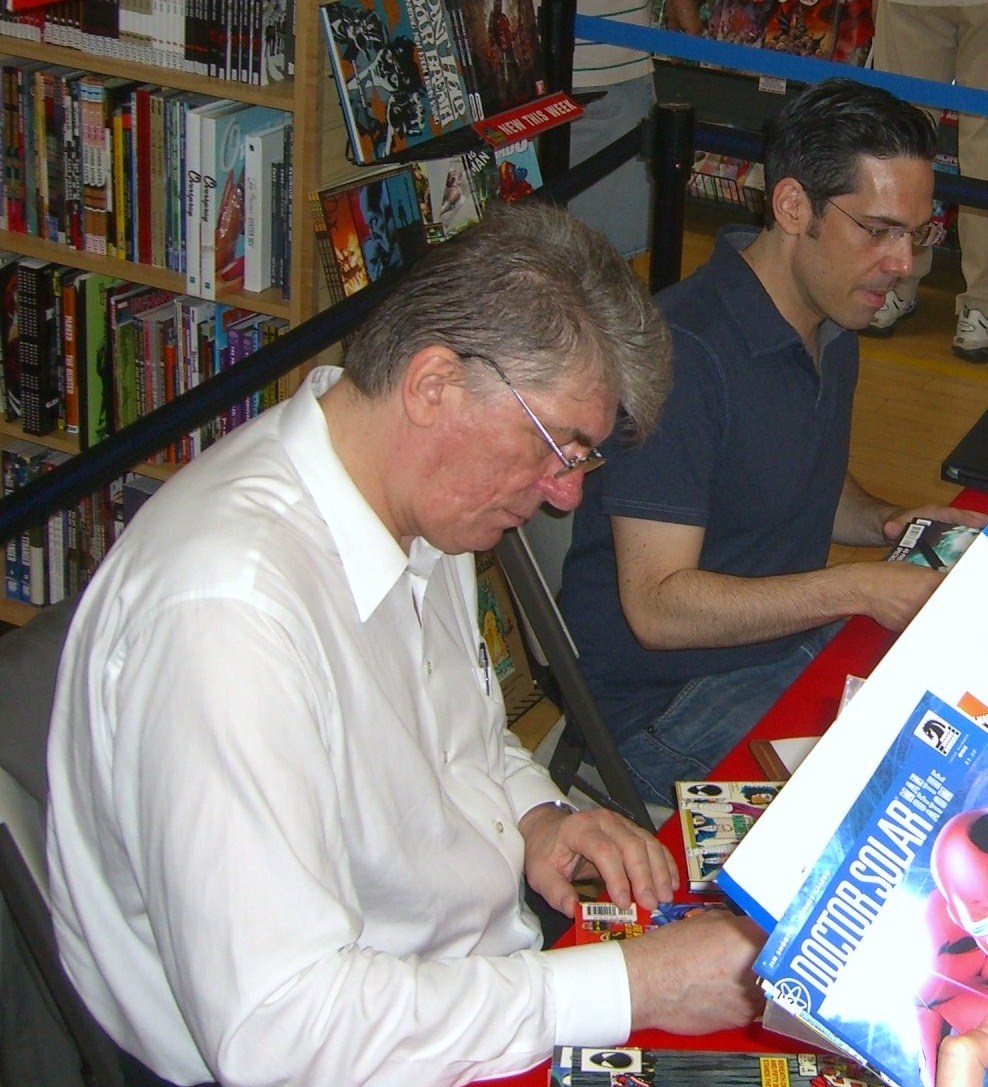
Shooter i Calero, 2010

Amb quasi tota la redacció en contra, durant el primer mes en el càrrec hagué de fer-se càrrec de la desastrosa gestió monetària dels pagaments a autònoms i les subscripcions i de fer complir una llei que entrà en vigor el gener de 1978 que obligava els creadors a sou d'una empresa a renunciar als drets intel·lectuals sobre l'obra generada: els autors, agrupats en un sindicat encapçalat per Neal Adams, s'hi negaren i empaperaren el despatx de Shooter amb els contractes o els esgarraven. La situació se salvà quan DC —que ja tenia assegurats els drets sobre la propietat intel·lectual d'antuvi— es veié obligada a cancel·lar molts dels seus títols després que ambdós editorials acordaren una pujada del nombre de pàgines i, en conseqüència, del preu dels exemplars, i en acabant Marvel es fera arrere i mantinguera el preu de trenta-cinc centaus, amb l'avantatge que tenia menys sèries mensuals en publicació.
Com a cap visible front als autors, també es trobà enmig del litigi del dibuixant Jack Kirby (cocreador junt amb Stan Lee dels 4 Fantàstics, els Venjadors i molts altres personatges) pel retorn dels originals de la seua obra, al qual Shooter hagué de enfrontar-se a contracor; això, unit a la seua impopularitat en la redacció i al fracàs comercial de les col·leccions del New Universe, provocà la seua eixida de Marvel l'any 1987.